# Theodoxus schultzi
Theodoxus schultzi is een slakkensoort uit de familie van de Neritidae. De wetenschappelijke naam van de soort is voor het eerst geldig gepubliceerd in 1877 door Grimm.